# قطعنامه S35/L1 شورای حقوق بشر
قطعنامه S35/L1 شورای حقوق بشر، قطعنامه شورای حقوق بشر سازمان ملل متحد دربارهٔ سرکوب خیزش ۱۴۰۱ ایران است که پنج‌شنبه ۳ آذر ۱۴۰۱ تصویب شد. پیش‌نویس این قطعنامه که پیشنهاد آلمان و ایسلند بود با ۲۵ رأی موافق، ۶ رأی مخالف و ۱۶ رأی ممتنع تصویب شد. این نخستین بار در تاریخ شورای حقوق بشر سازمان ملل بود که این نهاد نشستی ویژه دربارهٔ وضعیت حقوق بشر در ایران برگزار کرد.
بر اساس این قطعنامه شورای حقوق بشر موظف است یک کمیسیون مستقل حقیقت‌یاب به منظور رسیدگی به موارد نقض حقوق بشر توسط جمهوری اسلامی ایران در جریان اعتراضات سراسری ایران تشکیل دهد.

## پیش‌زمینه
به گفته سازمان‌های مدافع حقوق بشر، در ده هفته ابتدایی اعتراضات و تا قبل از تصویب این قطعنامه، بیش از ۴۰۰ نفر، از جمله بیش از ۵۰ کودک، کشته شدند. تعداد دقیق بازداشت‌شدگان نیز روشن نیست و برخی تخمین‌ها حاکی از بازداشت بیش از ۱۸ هزار نفر در این مدت است. اما جمهوری اسلامی در سطح بین‌المللی، کمابیش همه این گزارش‌ها را تکذیب کرده و مسئولیت کشتن معترضان را بر عهده نمی‌گیرد.
به گفته مقام‌های جمهوری اسلامی، حقوقی مانند آزادی بیان و عقیده یا آزادی تجمعات در قانون اساسی جمهوری اسلامی ایران آمده و حکومت نیز به آن احترام می‌گذارد. حتی حسین امیرعبداللهیان، وزیر خارجه ایران، در مصاحبه‌ای با المانیتور گفته‌است «به ایران سفر کنید تا ببینید در خیابان‌های تهران چه می‌گذرد؛ آزادی بیان، آزادی عمل مردم و همچنین [آزادی] حجاب»
رسانه‌های معتبر بین‌المللی نمی‌توانند به شکل آزادانه در ایران گزارشگر داشته باشند و اخبار اعتراضات را پوشش دهند، علاوه بر این حکومت ایران نیز اجازه ارسال اخبار اعتراضات به رسانه‌های خارجی توسط شهروندان عادی را نیز نمی‌دهد. حکومت ایران علاوه بر اختلال گسترده در اینترنت، حتی به سوی شهروندانی که در حال فیلمبرداری از اعتراضات هستند شلیک می‌کند.

## نشست شورا
جلسه اضطراری شورای حقوق بشر سازمان ملل با پیشنهاد آلمان و ایسلند و به منظور ایجاد کمیته حقیقت‌یاب برای بررسی وضعیت حقوق بشر در ایران روز پنج‌شنبه ۲۴ نوامبر ۲۰۲۲ در ژنو تشکیل شد. اکثریت کشورها در بخش اول این جلسه با تشکیل این کمیته موافقت کردند و رأی‌گیری بعدازظهر انجام شد.
در ابتدای این جلسه فولکر تورک، کمیساریای عالی حقوق بشر سازمان ملل متحد، طی سخنان مفصلی استفاده از خشونت علیه معترضان در ایران را «مستبدانه» توصیف کرد و اعلام کرد اکنون «یک بحران حقوق بشری تمام عیار» در ایران وجود دارد و از جمهوری اسلامی خواست به استفاده غیرضروری زور علیه معترضان پایان دهد. پس از تورک، جاوید رحمان، گزارشگر ویژه حقوق بشر در ایران سخنرانی کرد و از مقام‌های جمهوری اسلامی انتقاد کرد که در هیچ موردی حاضر به گفت‌وگو با معترضان نشده‌اند.
آنالنا بربوک، وزیر امور خارجه آلمان، نشست ویژه شورای حقوق بشر را که خود یکی از پیشنهاددهندگان آن بوده، فرصتی برای «بلند کردن صدای حق‌خواهی مردم ایران» دانست.
خدیجه کریمی، مدیرکل امور بین‌الملل معاونت امور زنان و خانواده و نماینده دولت سید ابراهیم رئیسی در این نشست، طرح این قطعنامه در شورای حقوق بشر را «شرم‌آور و وحشتناک» خواند و به شدت به آلمان حمله کرد و گفت «آلمان به همراه سایر کشورها از طریق تحریم‌ها حقوق بشر ایرانی‌ها را نقض کرده‌است». او همچنین گفت «موقعیت زنان در ایران بهترین است و آنها در همه جا شانس برابر شغلی دارند.» همچنین برخی نیز که به عنوان «نماینده جامعه مدنی ایران» معرفی شدند، سخنانی در نقد قطعنامه بیان کردند.
در بخش مربوط به سازمان‌های مردم‌نهاد و نهادهای غیردولتی، محمود امیری مقدم، مدیر سازمان حقوق بشر ایران، با اعلام اینکه ایران یکی از بزرگ‌ترین کشورهای اعدام‌کننده در جهان است، این خطر را گوشزد کرد که «شاهد اعدام دسته جمعی معترضان باشیم». رها بحرینی، نماینده عفو بین‌الملل، نیز گفت «جمهوری اسلامی از واکنش «خویشتن‌دارانه» صحبت می‌کند. کشتن کودکان خویشتن داری نیست. ما حرف‌های کمیسر ویژه را تأیید می‌کنیم. ما خواستار مکانیسم پاسخگویی هستیم که باید مدتها پیش ایجاد می‌شد.» همچنین نمایندگان فدراسیون بین‌المللی روزنامه‌نگاران و مرکز اسناد حقوق بشر ایران نیز در حمایت از قطعنامه سخنرانی کردند.
کشورهایی که در مخالفت با این نشست و مخالفت با قطعنامه علیه ایران صحبت کردند، همه چند جمله یکسان و عبارات مشابه را در صحبت‌هایشان به کار گرفتند. نمایندگان چین، روسیه، ونزوئلا، کوبا و سوریه از جمله کسانی بودند که به شدت با تصویب قطعنامه و بررسی کشتار معترضان در ایران مخالفت کردند و این اقدام را «سیاسی» توصیف کردند.
نمایندگان کشورهای کره جنوبی، آرژانتین، مونته‌نگرو، اوکراین، اسرائیل، پرو، ایرلند، اوروگوئه، پرتغال و کلمبیا، از جمله کشورهایی بودند که در کنار آمریکا و متحدان اروپایی‌اش در نقد رفتار جمهوری اسلامی صحبت کردند و بسیاری‌شان از حکومت خواستند تا سرکوب خشونت‌بار معترضان را متوقف کند. در مقابل، علاوه بر چین و روسیه، نمایندگان کشورهای مصر، ونزوئلا، زیمبابوه، بلاروس، کره شمالی، پاکستان در کنار سوریه، ونزوئلا و کوبا از جمله کشورهایی بودند که با قطعنامه پیشنهادی یا هرگونه اقدام شورای حقوق بشر سازمان ملل در ارتباط با اعتراض‌های ایران، مخالفت کردند.

## تصویب
ابتدا نماینده چین اصلاحیه‌ای را پیشنهاد کرد تا بر اساس آن پاراگراف هفتم قطعنامه که برای تشکیل کمیسیون حقیقت‌یاب است، حذف شود. نمایندگان آلمان، ایالات متحده آمریکا و بریتانیا با پیشنهاد چین مخالفت کردند و تنها ۶ کشور به پیشنهاد چین رأی مثبت دادند، ۲۶ کشور رأی مخالف و ۱۵ کشور رأی ممتنع دادند. نهایتاً پیش‌نویس این قطعنامه با ۲۵ رأی موافق، ۶ رأی مخالف و ۱۶ رأی ممتنع تصویب شد. چین، ونزوئلا، اریتره، ارمنستان و پاکستان از جمله کشورهایی بودند که به طرح تشکیل کمیته حقیقت‌یاب در مورد نقض حقوق بشر در ایران رأی منفی دادند.

## متن
در این قطعنامه از جمهوری اسلامی خواسته شده‌است به تبعیض مستمر علیه زنان و دختران در زندگی عمومی و خصوصی و در چارچوب قانون و به صورت عملی پایان دهد و از حقوق بشر از جمله حق آزادی بیان و عقیده و آزادی مذهب یا باور محافظت کند. همچنین از خشونت‌های نیروهای حکومتی علیه معترضان که به مرگ صدها نفر از آنان منجر شده ابراز تاسف کرده‌است. این پیش‌نویس به کشته شدن ۳۰۴ نفر از جمله ۴۱ کودک در جریان اعتراضات اشاره کرده‌است.
همچنین از ایران درخواست شده‌است با ناظران و کارشناسان مستقل سازمان ملل همکاری کند و زمینه دسترسی آنها را به گزارش‌ها، اشخاص و اماکن مورد نیاز فراهم کند.

## کمیته حقیقت‌یاب
بر اساس این قطعنامه کمیته حقیقت‌یابی برای بررسی موارد نقض حقوق بشر در سرکوب معترضان ایرانی تشکیل شد و مأموریت دارد تا موضوعاتی از جمله موارد نقض حقوق بشر در جمهوری اسلامی ایران در ارتباط با اعتراضاتی که از روز ۲۵ شهریور ۱۴۰۱ آغاز شده‌است را پیگیری کند. تحقیقات باید شامل «ابعاد جنسیتی تخلفات» باشد و از بازرسان می‌خواهد تا شواهد مربوط به چنین تخلفاتی را جمع‌آوری، تجمیع، تجزیه و تحلیل و حفظ کنند تا متخلفان در آینده مورد پیگرد قانونی قرار بگیرند.
شورای حقوق بشر سازمان ملل سه‌شنبه ۲۹ آذر ۱۴۰۱ سه حقوقدان زن را به عنوان اعضای کمیته حقیقت‌یاب در مورد کشتار و سرکوب معترضان در ایران تعیین کرد. این سه حقوقدان، سارا حسین وکیل دیوان عالی بنگلادش، شهین سردار علی استاد پاکستانی رشته حقوق و ویویانا کرستیسویک، فعال حقوق بشر آرژانتینی، هستند.
جمهوری اسلامی ایران تشکیل این کمیته را «استفاده عجولانه از سازوکارهای حقوق بشری» خوانده و وزارت خارجه ایران دولت‌های غربی و به ویژه آمریکا را به تهییج «اغتشاشات» متهم کرده‌است. شورای حقوق بشر می‌گوید همکاری نکردن جمهوری اسلامی ایران با هیئت حقیقت یاب، فعالیت این هیئت را متوقف نخواهد کرد.